# Augustus Gregory
Charles Augustus Gregory (Farnsfield, 1º agosto 1819 – Brisbane, 25 giugno 1905) è stato un esploratore inglese.

## Biografia

### I primi anni
Augustus Gregory è il secondo di cinque fratelli, nati da Joshua Gregory e Frances Churchman. Uno dei suoi fratelli era Francis Thomas Gregory, divenuto anch'egli un noto esploratore.
Gregory viene istruito privatamente da tutori, e più tardi da sua madre. Nel 1829, la famiglia è emigrata in Australia occidentale a bordo della Lotus, insediandosi a Swan River Colony solo quattro mesi dopo la sua istituzione.
Alla famiglia Gregory è inizialmente concesso un lotto di terra sulla riva sinistra del fiume Swan; successivamente ne ottennero altri due, perché il suolo era povero, uno nelle Maylands e un altro nel distretto di Alta Swan. Per la maggior parte degli anni '30, Augustus lavora per completare il reddito familiare. Per un po' di tempo lavora per un chimico e, successivamente, in collaborazione con il fratello Joshua William come geometra. Nel dicembre 1841, entra a far parte del Ufficio Sondaggi del governo.

### Esplorazioni

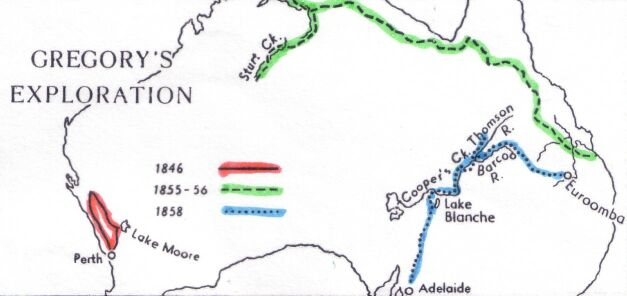
Esplorazioni di Gregory

Nel 1846, con i suoi due fratelli, F.T. Gregory e H.C. Gregory, egli ha fatto la sua prima esplorazione. Con quattro cavalli e provviste per sette settimane, loro lasciarono la stazione T.N. Yule 60 miglia a nord-est di Perth il 7 agosto 1846 ed esplorarono una notevole quantità di campagna a nord di Perth, ritornando dopo un'assenza di 47 giorni durante i quali avevano coperto 1534 km.
Due anni più tardi, Gregory condurre una spedizione per esaminare il corso del fiume Gascoyne e, in particolare, ricercare nuovi terreni da pascolo. Il gruppo partì il 2 settembre 1848, attraversando il fiume Murchison il 25 settembre, ma il clima fu molto secco e divenne difficile trovare acqua per i cavalli. Gregory decise di dirigersi di nuovo a sud all'inizio di ottobre e il 6 ottobre si fermò coi cavalli presso il fiume Murchison. La spedizione rientrò a Perth il 12 novembre dopo aver trovato dei buoni pascoli. Nonostante le difficoltà di approvvigionamento dell'acqua, circa 2414 km sono stati coperti in un periodo di 10 settimane.
Nel 1854 a Gregory è stato chiesto di condurre una spedizione verso l'interno. Gregory ha avuto il suo fratello H.C. Gregory, come secondo in comando e il barone von Mueller come botanico. In tutto erano 19 uomini, con 50 cavalli e 200 pecore. Il gruppo lasciò Moreton Bay via mare il 12 agosto 1855, e avvistò punta Pearce il 1º settembre. Nella giornata successiva la loro nave si incagliò su una barriera corallina e fu impossibile riprendere il largo fino al 10 settembre. Alla fine del mese la spedizione si divise in due parti, con un gruppo che risalì il fiume in una goletta, mentre Gregory e altri attraversarono la catena montuosa. Essi non si riunirono fino al 20 ottobre. Raggiunsero Brisbane il 16 dicembre 1856, dopo aver mappato una vasta fascia di terra.
Nel settembre 1857 Gregory è stato assunto dal governo del Nuovo Galles del Sud alla ricerca di tracce di Ludwig Leichhardt, un altro esploratore che era scomparso in una precedente spedizione. Un gruppo di nove è stato costituito, con Gregory al comando e suo fratello, C.F. Gregory, come secondo in comando. Il 24 marzo 1858 la spedizione lasciò Juandah.  Il 21 aprile annotarono che un albero con una L era stato trovato a 24°35'S; 146°6'E. Il fiume Barcoo è stato poi seguito fino alla sua confluenza con il Thomson. Il 15 maggio il clima secco li costrinse a girare a sud per salvare i cavalli. La compagnia seguì il Cooper's Creek fino a quando non giunse vicino al confine del Sud Australia, arrivando a Strzelecki Creek in data 14 giugno. Essi continuarono il loro percorso più a sud e il 26 giugno decisero di procedere per Adelaide, che è stata raggiunta alla fine del mese di luglio 1858.

### Resto della vita
Gregory non ha intrapreso ulteriori esplorazioni, ma è stato nominato ispettore generale del Queensland nel 1859 e ha ricoperto la posizione fino al 1879 quando si ritirò. Nel 1882 è stato nominato membro del Consiglio legislativo e ha continuato a essere un membro fino alla sua morte. Era interessato nella ricerca scientifica ed è stato un fiduciario del Museo del Queensland. È stato insignito della medaglia d'oro della Royal Geographical Society nel 1858 ed è stato fatto cavaliere nel 1903. Morì nel 1905 non sposato.